# Kanton Saint-Esprit

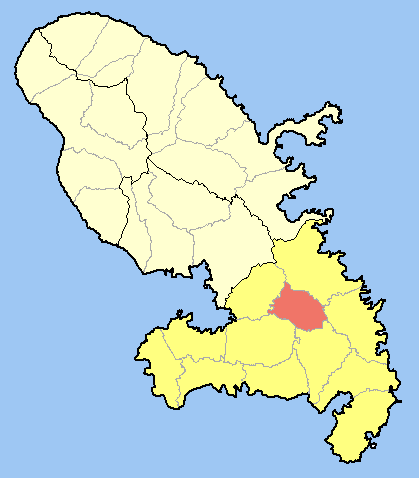
Lage des Kantons Saint-Esprit im Arrondissement Le Marin und im Übersee-Département Martinique

Der Kanton Saint-Esprit war ein Kanton im französischen Übersee-Département Martinique im Arrondissement Le Marin. Er umfasste die Gemeinde Saint-Esprit.
Vertreter im Generalrat des Départements war seit 1988 Éric Hayot. 